# 梅德寧省
梅德寧省（阿拉伯语：‎）是突尼西亞東南部的一個省，臨加貝斯灣，東南鄰利比亞。面積8,588平方公里，2004年人口432,503人。 首府梅德寧。下分九縣。
傑爾巴島亦屬本省管轄。